# 方程求解
數學中的方程求解是指找出哪些值（可能是數、函數、集合）可以使一個方程成立，或是指出這様的解不存在。方程是兩個用等號相連的數學表示式，表示式中有一個或多個未知數，未知數為自由變數，解方程就是要找出未知數要在什麼情形下，才能使等式成立。更準確的說，方程求解不一定是要找出未知數的值，也有可能是將未知數以表示式來表示。方程的解是一組可以符合方程的未知數，也就是說若用方程的解來取代未知數，會使方程變為恆等式。
例如方程{\displaystyle x+y=2x-1}的解為{\displaystyle x=y+1}，因為若將方程中{\displaystyle x}取代為{\displaystyle y+1}，方程會變成恆等式{\displaystyle \left(y+1\right)+y=2\left(y+1\right)-1}。也可以將{\displaystyle y}視為未知數，解則為{\displaystyle y=x-1}。也可以將{\displaystyle x}和{\displaystyle y}都視為未知數，此時會有許多組的解，像是{\displaystyle (x,y)=\left(1,0\right)}或是{\displaystyle (x,y)=\left(2,1\right)}等，所有滿足{\displaystyle (x,y)=(a+1,a)}的都是上述方程的解。
依問題的不同，方程求解可能只需要找到一組可以滿足方程的解，也有可能是要找到所有的解（解集合）。有時方程會存在許多解，但要找到某種最佳解，這類的問題稱為最佳化問題，找出最佳化問題的解一般不視為方程求解。
有些情形下，方程求解會需要找到解析解，也就是以解析表達式來表達的解。有些情形下，方程求解只需要找到數值解，也就是數值分析的方法求解近似值。許多方程不存在解析解，或是沒有簡單形式的解析解，例如五次方程以及更高次的代數方程，不存在根式解（用有限次的四則運算及根號組合而成的解析解），這是由數學家尼爾斯·阿貝爾證明的。

## 簡介
考慮一個具一般性的例子，有一個以下的方程：
{\displaystyle f(x_{1},\ldots ,x_{n})=c},
其中{\displaystyle x_{1},\ldots ,x_{n}}為未知數，而{\displaystyle c}為常數。其解為反像集合的成員
{\displaystyle f^{-1}[c]=\left\{\left(a_{1},\ldots ,a_{n}\right)\in T_{1}\times \ldots \times T_{n}|f\left(a_{1},\ldots ,a_{n}\right)=c\right\}}
其中{\displaystyle T_{1},\ldots ,T_{n}}為函數{\displaystyle f}的定義域。注意解集合可能為空集合（沒有解）、单元素集合（唯一解）、有限個元素的集合及無限多個元素的集合（有無限多的解）。
例如，以下的方程：
{\displaystyle 3x+2y=21z}
其未知數為{\displaystyle x}, {\displaystyle y}及{\displaystyle z}，可以在等式二側同減{\displaystyle 21z}，得到以下的式子：
{\displaystyle 3x+2y-21z=0}
以此例而言，方程不會只有唯一解，方程解的個數有無限多個，可以寫為以下的集合
{\displaystyle \left\{\left(x,y,z\right)|3x+2y-21z=0\right\}}.
其中一個特殊解為{\displaystyle x=0,y=0,z=0}，而{\displaystyle x=3,y=6,z=1}和{\displaystyle x=8,y=9,z=2}也是其解。解集合描述一個三維空間中，恰好穿過上述三個點的平面。

## 解集合
若解集合為空集合，表示不存在{\displaystyle x_{i}}使得以下方程成立
{\displaystyle f(x_{1},\ldots ,x_{n})=c},
其中{\displaystyle c}為一特定常數。
例如考慮一個經典的單變數例子，考慮定義域為整數的平方函數{\displaystyle f}：
{\displaystyle f(x)=x^{2}},
考慮以下方程
{\displaystyle f(x)=2}.
其解集合為{\displaystyle \left\{\right\}}，是空集合。因為2不是任何整數的平方，因此不可能找到整數可以使以上方程成立。但若修改函數的定義域，將其定義域改為所有實數，則上式有二個解，其解集合為
{\displaystyle \left\{{\sqrt {2}},-{\sqrt {2}}\right\}}.
有些方程的解集合可能形成一個平面或曲面。例如在學習基礎數學時，有提及形式為{\displaystyle ax+by=c}的方程，其中{\displaystyle a}, {\displaystyle b}, 和{\displaystyle c}都是實數的常數，且{\displaystyle a}和{\displaystyle b}至少有一個不為零，其解集合形成向量空間{\displaystyle \mathbb {R} ^{2}}中的一條直線。不過有些解集合不易用圖解表示，例如{\displaystyle ax+by+cz+dw=k}（{\displaystyle a}, {\displaystyle b}, {\displaystyle c}, {\displaystyle d}, and {\displaystyle k}為實數的常數）的解集合會形成超平面。